# Metalimnobia mendax
Metalimnobia mendax là một loài ruồi trong họ Limoniidae. Chúng phân bố ở miền Cổ bắc.